# Râșnov
Râșnov (rumänskt uttal: [ˈrɨʃnov]; tyska: Rosenau; ungerska: Barcarozsnyó; transsylvansk saxiska: Rusnâ; latin: Rosnovia) är en stad i Brașovs judet i Rumänien. Den är belägen cirka 15 kilometer från staden Brașov.

## Kultur
Sedan 2013 hålls här hårdrocksfestivalen Rockstadt Extreme Fest.

### Fotnoter
1. ↑  http://www.puterea.ro/special/katatonia-prima-confirmare-pentru-rockstadt-extreme-fest-2014-77631.html Arkiverad 21 februari 2014 hämtat från the Wayback Machine. puterea.ro